# سكوت شويرتزر
سكوت شويرتزر (بالإنجليزية: Scott Schweitzer)‏ (8 ديسمبر 1971 في الولايات المتحدة - ) هو مدرب كرة قدم ولاعب كرة قدم أمريكي في مركز الدفاع. لعب مع نادي بريست ونادي غانغون وRochester Rhinos ‏ وNorth Carolina Fusion U23 ‏ وBaltimore Blast ‏ وCleveland Crunch ‏ وأتلانتا سيلفرباكس وSyracuse Salty Dogs ‏.

## وصلات خارجية
- سكوت شويرتزر على موقع قاعدة بيانات كرة القدم.إي يو (الإنجليزية)